# Selden P. Spencer
Selden Palmer Spencer, född 16 september 1862 i Erie, Pennsylvania, död 16 maj 1925 i Washington, D.C., var en amerikansk republikansk politiker och jurist. Han representerade delstaten Missouri i USA:s senat från 1918 fram till sin död.
Spencer utexaminerades 1884 från Yale College. Han avlade 1886 juristexamen vid Washington University in St. Louis. Han undervisade en kort tid vid Missouri Medical College och arbetade sedan som advokat i Saint Louis. Han arbetade som domare 1897-1903.
Senator William J. Stone avled 1918 i ämbetet och efterträddes av Xenophon P. Wilfley fram till fyllnadsvalet senare samma år. Spencer vann fyllnadsvalet och efterträdde Wilfley som senator i november 1918. Han omvaldes 1920 och avled 1925 i ämbetet.
Spencers grav finns på Bellefontaine Cemetery i Saint Louis.